# Szalol
Szalol (salol). A szalicilsavnak a különféle fenolokkal alkotott összetett észtereit közös néven ugyan szalolnak hívják, e névvel azonban rendesen a fenil-szalicilátot (C6H4OHCOOC6H5) jelölik. Készítése úgy történik, hogy a szalicilsav és fenol elegyét foszfor-oxiklorid vagy foszfor-pentaklorid hatásának teszik ki.
A szalol színtelen és íztelen apró kristályokból áll; olvad 43 °C-on, vízben igen csekély mértékben oldódik, jobban oldja az etanol, legjobban a dietil-éter.[pontosabban?] Dezinficiáló és antiszeptikus hatása miatt az orvosi gyakorlatban gyomor- és hólyagbántalmakban használták.